# The Creeper (Jeepers Creepers)
The Creeper, conocido también como La Criatura o El Demonio, es un personaje ficticio del cine y el principal antagonista de la tetralogía de películas de terror Jeepers Creepers creado por Victor Salva en 2001 inspirándose en Spring Heeled Jack, una criatura sobrenatural del folklore victoriano.

## Descripción
The Creeper es una entidad rodeada de mucho misterio, su apariencia usualmente es la de un vagabundo corpulento e imponente vestido con ropa sucia compuesta por un sombrero de ala ancha que oculta su rostro, un abrigo largo y raído, pantalones y una camiseta vieja; aunque al verlo de lejos da la impresión de calzar botas de piel, en realidad camina descalzo. Según ha dado a entender, su canción favorita es Jeepers Creepers, la cual suele silbar mientras caza y escucha en un viejo fonógrafo que tiene en su guarida. 

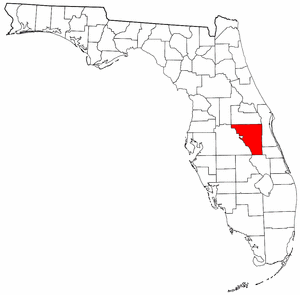
El condado de Osceola de Florida, sirvió para recrear el ficticio Condado de Poho donde ocurren los sucesos del primer filme.

Cuando se muestra sin su atuendo es posible ver que su piel tiene un aspecto reptiliano grisáceo ya que en general la piel que roba a sus víctimas se degrada y eventualmente se reseca. En su espalda, sobre sus omóplatos posee dos apéndices articulados que oculta con su abrigo, éstos en realidad son un par de enormes alas membranosas que mantiene plegadas, ellas le permiten volar con la fuerza y velocidad suficientes como para superar o incluso arrastrar vehículos que se mueven a altas velocidades. Desde su nuca brota un ancho mechón de cabello blanco que lleva suelto y llega por debajo de sus hombros; su dentadura está compuesta solamente por colmillos mientras que su rostro posee dos apéndices membranosos rematados en pequeñas garras con las que suele cubrir sus mejillas, que abre y sacude cuando quiere lucir amenazante o se ha exaltado.

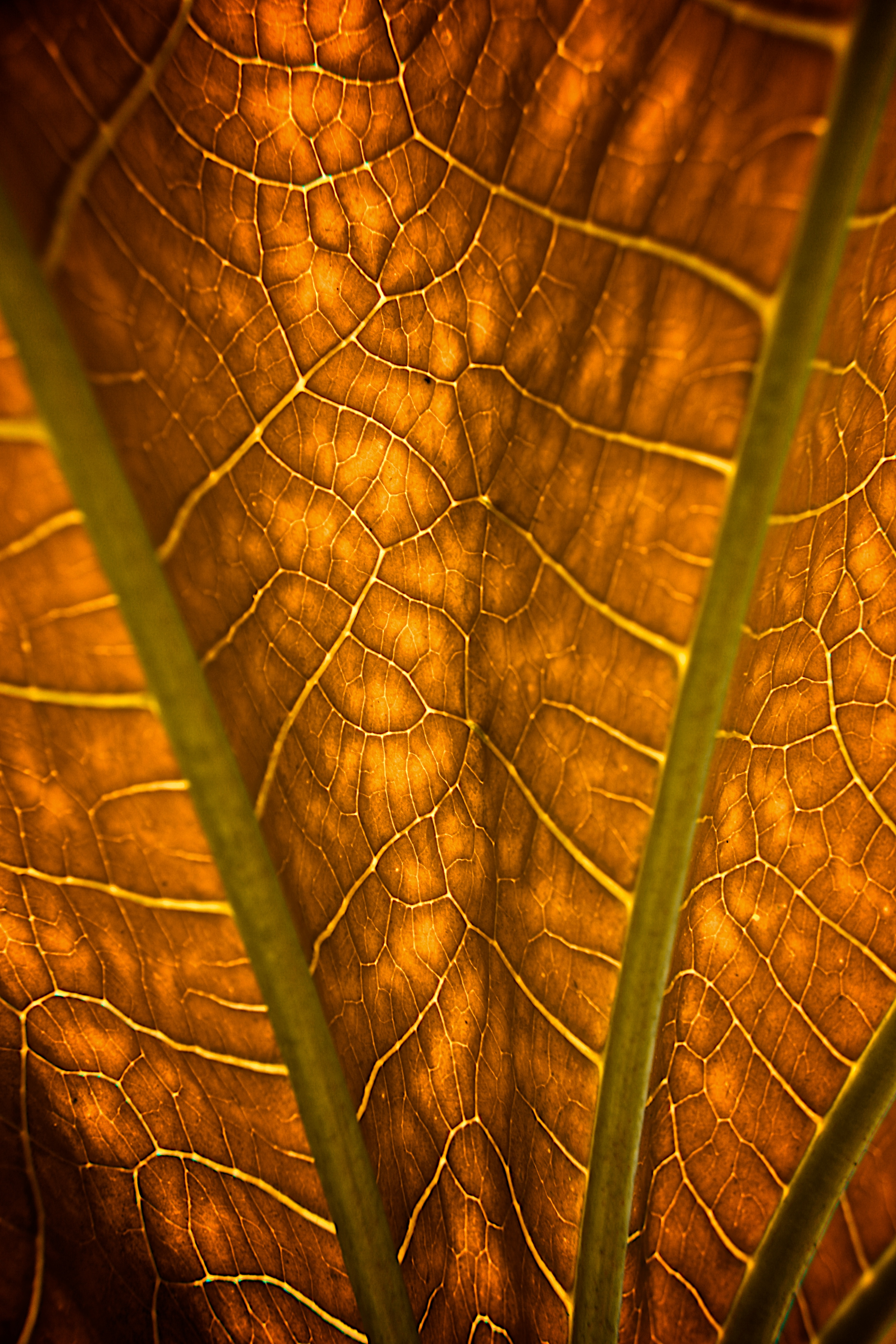
Detalle de las alas del Creeper.

Aunque en general solo caza por su necesidad de sobrevivir, esto no excluye que posee un sentido de la crueldad desquiciado y macabro. No duda en asesinar tanto a quienes son sus víctimas como a gente que desde su perspectiva pueda ser una molestia. Siempre se lleva el cuerpo de cada víctima que asesina y las esconde en su guarida donde le gusta embalsamarlos y usarlos para adornar las paredes.
Posee un metabolismo muy peculiar que lo obliga a dormir por 23 años y solo despertar de su letargo por 23 días durante la primavera para alimentarse y reemplazar las partes de su cuerpo que estén en peor estado prolongando así su vida, Según se vio en la segunda película, Creeper carece de control sobre este ciclo vital, siendo incapaz de escoger cuando despertar o dormir ya que mientras luchaba con Jack Taggart no fue capaz de evitar entrar en hibernación a pesar de estar en medio de la lucha.
Su característica representativa y la fuente de todo su poder es su capacidad de curarse y prolongar su vida tomando determinados órganos de sujetos específicos; la forma o motivos por los que escoge a unos y descarta a otros es un misterio hasta la actualidad, se sabe que su agudo sentido del olfato le indica alguna particularidad de ciertas personas que los hace idóneos para sus deseos, sin embargo esto solo puede percibirlo cuando sienten miedo, por lo cual suele acosar y atacar gente en las carreteras para que, estando asustados, pueda determinar si le son útiles o no. Cada parte humana que come le otorga sus respectivos atributos, en palabras de Jezelle "Come ojos para ver y pulmones para respirar", extendiendo su vida de forma indefinida y haciéndolo capaz de resistir heridas letales y desmembramientos ya que según comentara la misma mujer "ha comido corazones por tanto tiempo que no se si aun sea capaz de morir".

### Arsenal
Su arma favorita es un hacha de guerra de mango corto que esconde bajo su ropa y que, combinada con su descomunal fuerza, le permite decapitar a una persona de un golpe y sin esfuerzo. Suele llevar consigo dagas en extremo afiladas, teniendo la costumbre de tallar imágenes en sus mangos. Dentro de su camión guarda lanzas y jabalinas que utiliza para empalar víctimas que se encuentran lejos, estas poseen una punta tan afilada que pueden atravesar objetos gruesos y sólidos sin dificultad. Suele llevar consigo shuriken de hueso que usa para sus víctimas en la carretera, esta es una de sus armas más macabras, ya que usa los huesos de sus víctimas para tallar las hojas y su piel y restos para ensamblarlos.

### Camión
Entre sus posesiones el elemento más llamativo es su camión, un viejo modelo chevrolet coe 1946, sucio y oxidado, con vidrios que no permiten ver el interior de cabina, que lleva la matrícula "BEATNGU", interpretada por los hermanos Jenner en la primera entrega como "Beat and go" (Chocar y huir) por su costumbre de acosar automovilistas en carretera, sin embargo Jezelle les advertiría que realmente era la abreviación de otra frase, posiblemente "Be eating you" (Comiéndote). 
Se desconoce el motivo por el cual The Creeper empezó a utilizar este vehículo, tomando en cuenta que en la trilogía y en el cómic lo ubican desde la época azteca y maya, incluso de un periodo más antiguo. Aunque es un modelo con más de 70 años, este vehículo ha sido modificado de innumerables formas, su parachoques ha sido reemplazado por una gruesa pieza de metal que le permite causar más daño a los autos que golpea en carretera, su motor ha sido refaccionado y alcanza velocidades que hace que los vehículos modernos no sean rivales, además, tanto en su exterior como interior ha sido equipado con trampas que se activarán y asesinarán a quien intente robarlo o abrirlo.

## Biografía del personaje

### Origen

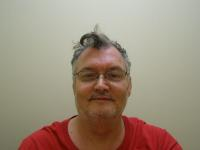
Victor Salva director, escritor y creador tanto de la franquicia como del personaje.

No se sabe mucho respecto al origen del Creeper, excepto lo que es revelado en el cómic, allí se menciona que es más antiguo que la humanidad y probablemente ha recorrido el mundo desde siempre. Su figura está presente en todas las culturas y mitologías de la humanidad en la forma de diferentes deidades y criaturas reptilianas, siendo el origen de los dragones y serpientes primordiales presentes en las leyendas de todo el mundo.
Para los aztecas era una figura de adoración llamada Quetzalcoatl a quien ofrecían sacrificios humanos en Teotihuacán; los cherokee eran conscientes de que se trataba de una forma de vida que ya era antigua antes que los humanos aparecieran en el mundo y lo llamaban Uktena, el más temido y respetado de los espíritus malignos al punto que preferían alimentarlo voluntariamente que ser sus víctimas.
Se sabe entre quienes conocen su existencia que es el verdadero responsable de la desaparición de las 117 personas de la Colonia de Roanoke y el culpable del incendio de Centralia ya que cuando unos mineros accidentalmente excavaron donde no debían llegaron hasta su madriguera. Posterior a estos eventos se mudó al condado de Poho en el Estado de Florida donde se estableció aprovechando sus solitarias carreteras, que combinadas con sus extensos periodos de sueño, le permitían cazar sin despertar sospechas, allí utilizó una vieja iglesia como su refugio y en 1978 se documentó el que por mucho tiempo sería el más famoso de sus crímenes en el sector, el asesinato de un par de adolescentes llamados Kenny Brandon y Darla Cleeway.
Ambos desaparecieron después del baile de graduación del condado, donde fueron coronados reyes de su generación; tras la búsqueda solo se encontró destrozado el auto en que viajaban y el cuerpo decapitado de Darla, esto hizo nacer una leyenda urbana donde se mencionaba que el asesino había conservado los restos, suturando la cabeza de la muchacha a un nuevo cuerpo y después cosiéndolos entre sí; cuando en 2001 Darry Jenner entró en la iglesia abandonada pudo comprobar que la leyenda no solo era cierta sino que además el demonio conservaba como trofeos embalsamados todos los cuerpos de sus víctimas.

### Jeepers Creepers
En la primera entrega fija su atención en los hermanos Jenner, a quienes comienza acosar y perseguir. Los muchachos son advertidos por una psíquica local llamada Jezelle, sobre la naturaleza de su acosador y que tiene por objetivo a uno de ellos. A pesar de que los hermanos se defienden y logran herir gravemente al monstruo, esto no impide que finalmente éste se lleve a Darry, el menor, para reemplazar sus ojos que ya han dejado de funcionar.

### Jeepers Creepers 2
Un par de días después de matar a Darry y en su último día antes de entrar a hibernación, el Creeper asesina a Billy, el hijo menor del granjero Jack Taggart, quien se prepara para vengarse y cazar al monstruo. En paralelo, el demonio aísla en carretera un autobús escolar para cosechar de entre sus pasajeros partes útiles. Aunque muchos de los estudiantes mueren, Creeper nuevamente es herido y mutilado. Posteriormente se enfrenta en una pelea con Taggart quien lo obliga a entrar en hibernación en muy mal estado y posteriormente esconde su cuerpo en su granja para esperar su siguiente despertar y matarlo.

### Jeepers Creepers 3
Ubicada entre la primera y segunda película, explica cómo personas que en años anteriores perdieron parientes por culpa del monstruo se han organizado para enfrentarlo en esta estación. Al mismo tiempo Gaylen, madre del difunto Kenny Brandon, descubre una mano del Creeper que este anteriormente perdió y que al entrar en contacto con ella permite a la gente conocer los secretos del monstruo, conocimiento que desea usar como arma para vengar a su hijo.

## Adversarios

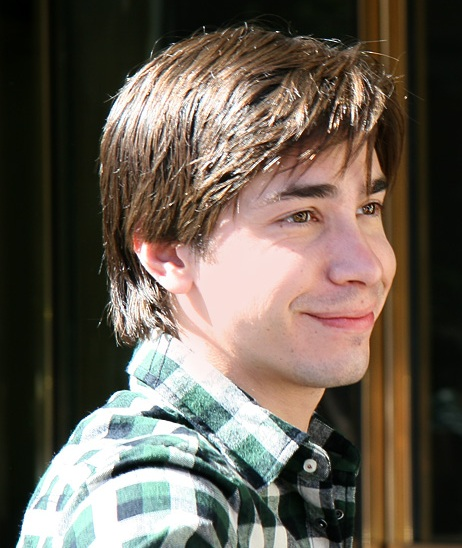
Justin Long encargado de interpretar a Darry Jenner.

Creeper ha enfrentado a individuos que han sido un desafío para él y a pesar de sus poderes han logrado lastimarlo y detenerlo:
- Trisha "Trish" Jenner: En el año 2001 ella y su hermano viajaban por carretera desde la universidad hacia su hogar a pasar las fiestas cuando comenzaron a ser acosados por el Creeper. A pesar de estar en desventaja fue capaz de atropellar y mutilar seriamente al monstruo, desgraciadamente no pudo evitar que se llevara a su hermano menor y lo asesinara. 23 años después se le ha mostrado aún dispuesta a cazar a la criatura y vengarse.
- Darius "Darry" Jenner: Señalado por Creeper como su presa cuando los ojos del monstruo se vuelven inútiles; secuestra y asesina al muchacho para robar los suyos. Tras esto Darry se convierte en un fantasma que intenta advertir a otras víctimas y darles información sobre la criatura.
- Jezelle Hartman: Una psíquica del condado de Poho que, para su desgracia, durante años ha soñado con el Creeper y sus masacres, siendo una de las personas que más sabe sobre él. Una de sus visiones le muestra el destino de los hermanos Jenner e intenta ayudarlos, sin embargo todos sus intentos son en vano.

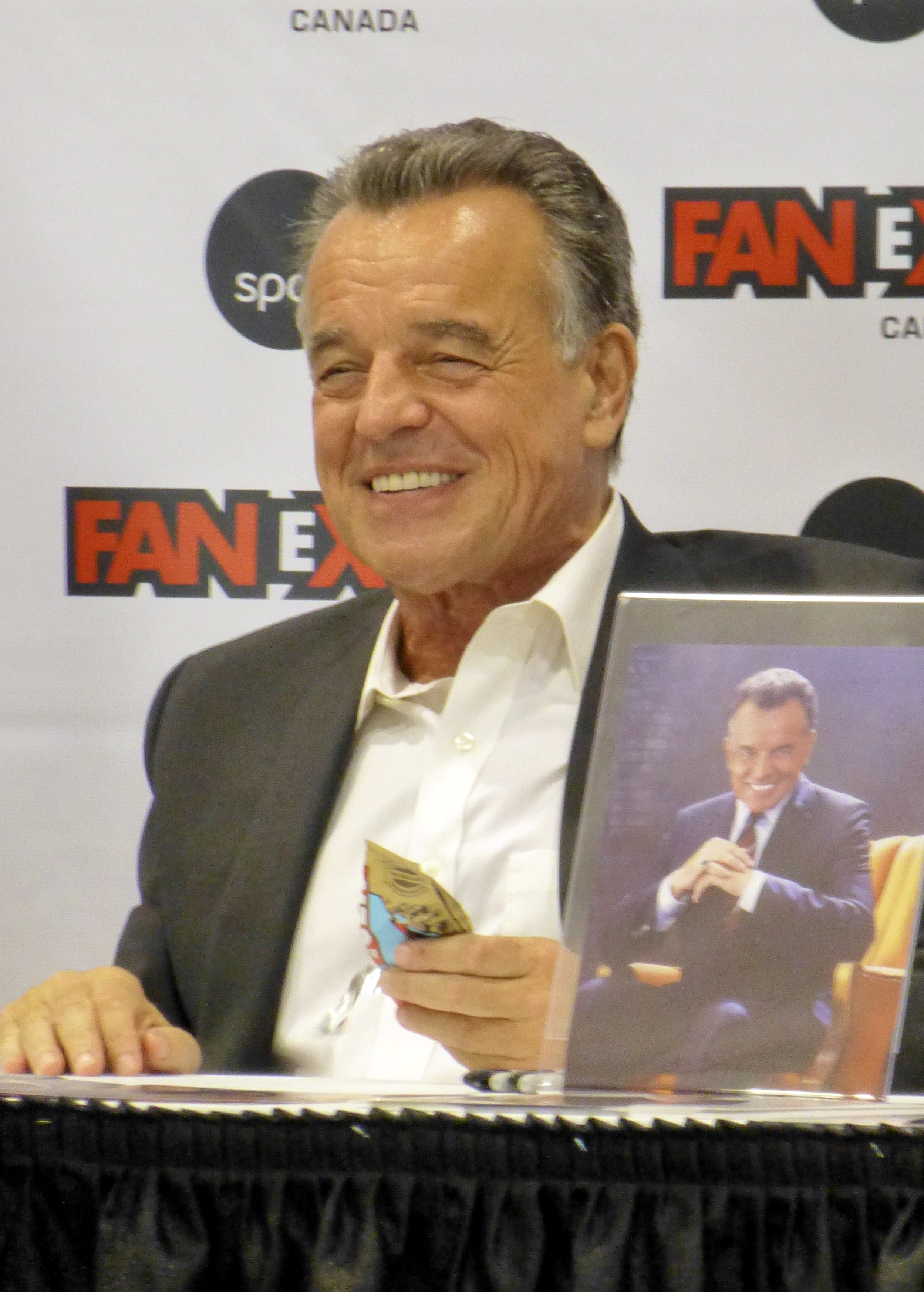
Ray Wise, quien interpretó a Jack Taggart senior en la segunda entrega.

- Minxie Hayes: Animadora de la Escuela Secundaria Bannon, queda atrapada en el bus junto a sus compañeros cuando el Creeper intenta matarlos. Aunque no se enfrenta directamente a él, los fantasmas de Darry y Billy se comunican con ella para enseñarle respecto a la criatura e intentar salvarla a ella y sus compañeros.
- Jack Taggart sr: Probablemente la persona que más daño ha causado al Creeper. Tras verlo llevarse a su hijo menor, Jack y su hijo mayor crearon una arponera que disparaba proyectiles de metal cuyas puntas precisamente fueron hechas con las dagas del monstruo a quien atacó mientras intentaba cazar a los estudiantes de la secundaria Banner. Jack le infligió tanto daño que debió entrar en hibernación sin alimentarse y estando severamente desmembrado. Tras enterarse por medio de Minxie que no estaba muerto guardó el cuerpo en su granero esperando su siguiente despertar para matarlo definitivamente.
- Gaylen Brandon: Una anciana del condado Still Water, aledaño a Poho, que hace 23 años perdió a su hijo a manos del Creeper. En 2001, tras encontrar enterrada en su propiedad una mano del Creeper descubre que esta le permite a quien la toca tener visiones sobre la naturaleza del monstruo, aprendiendo así sus secretos y debilidades, las cuales piensa usar a futuro para vengar a su hijo.
- Dan Tashtego: Sheriff de Still Water, es consciente desde hace años de la existencia del Creeper y ha organizado a un grupo de hombres dispuestos a enfrentarlo con arsenal pesado, por lo que al ver que ha despertado se movilizan rastreándolo. Gracias a Gaylen también entra en contacto con la mano y aprende los secretos del monstruo.
- Davis Tubbs: Sargento de la policía de Still Water, en un comienzo se muestra escéptico respecto a creer en la existencia del Creeper, pero tras ver sus masacres y entrar en contacto con la mano se une a Gaylen, Dan y sus hombres para enfrentar a la criatura.

## Cómic
El 18 de julio de 2017, se anunció que Jeepers Creepers tendría una adaptación al Cómic por parte de Dynamite Entertainment y MGM quienes firmaron un contrato para cubrir una adaptación de Jeepers Creepers y su secuela Jeepers Creepers 2, además de también confirmar la adaptación al cómic de la franquicia Pumpkinhead.
La historia se centra en un joven investigador y estudiante de posgrado, Devin Toulson, que durante una de sus expediciones descubre la existencia del Creeper, un antiguo demonio que despierta cada 23 años para alimentarse de seres humanos por 23 días antes de regresar a su hibernación, poco a poco descubrirá la relación de la temible criatura con los Mayas y Aztecas pero no sabe que la criatura ha despertado de su hibernación en su búsqueda, mientras Devin descubrirá que su mitológico descubrimiento es más que una simple leyenda.
El lanzamiento de Jeepers Creepers: The Comic estuvo enlazado al lanzamiento del DVD de Jeepers Creepers 3 en los Estados Unidos, Marc Andreyko, el guionista, reveló durante el lanzamiento que el cómic buscaba expandir el universo de la franquicia. Los escenarios del cómic transcurren en desiertos y bosques en contraste al filme.

## Listado de películas
- Jeepers Creepers (2001). Dirigida por Victor Salva.
- Jeepers Creepers 2 (2003). Dirigida por Victor Salva.
- Jeepers Creepers 3 (2017). Dirigida por Victor Salva.
- Jeepers Creepers: Reborn (2022). Dirigida por Timo Vuorensola.